# Vicalvi
Vicalvi (localment Ucalue) és un comune (municipi) de la província de Frosinone, a la regió italiana del Laci, a la vall de Comino, situat a uns 100 km a l'est de Roma i a uns 30 km a l'est de Frosinone.
Vicalvi limita amb els municipis d'Alvito, Casalvieri, Fontechiari i Posta Fibreno.
A 1 de gener de 2019 tenia 755 habitants.

## Llocs d'interès

### Arquitectura civil
- Ajuntament (Palazzo comunale): situat a la part baixa del poble medieval, a la plaça Giovanni Paolo II.
- Biblioteca municipal: (antic ajuntament) situada al centre històric del poble medieval, a la plaça de l'ajuntament.

### Arquitectura religiosa
- Església dels Sants Joan Baptista i Evangelista (Giovanni Battista ed Evangelista).
- Convent de Sant Francesc (San Francesco), fundat per Francesc d'Assís el 1222.

### Arquitectura militar
- Castell llombard, construït al segle xi.
- Restes de  murs ciclopencs construïts pels antics samnites.